# Sora Amamiya
Sora Amamiya (雨宮 天, Amamiya Sora, nascida em 28 de agosto de 1993) é uma dubladora e cantora japonesa de Tóquio, Japão. Ela é afiliada à Music Ray'n. Depois de passar por uma audição realizada pela Music Ray'n, ela fez sua estréia como dubladora em 2012. Ela interpretou seu primeiro papel principal como Kaori Fujimiya na série de televisão de anime de 2014 One Week Friends. Ela é membro da unidade de música TrySail, juntamente com a dubladora Momo Asakura e Shiina Natsukawa.
Seus papéis notáveis incluem Akame em Akame ga Kill!, Asseylum Vers Allusia em Aldnoah. Zero, Mayuri em Date A Live Movie: Julgamento de Mayuri, Hitomi Uzaki em Killing Bites, Aqua em KonoSuba, Miia em Monster Musume, Isla em Plastic Memories, Elizabeth Liones em The Seven Deadly Sins e Touka Kirishima em Tokyo Ghoul . Ela também cantou músicas temáticas para vários animes em que atuou. Em 2015, ela recebeu o prêmio de Melhor Nova Atriz no 9º Seiyu Awards .

## Biografia
Enquanto estava no segundo ano do ensino médio, Amamiya foi apresentada a uma coleção de vídeos com papéis da atriz de voz Miyuki Sawashiro . Depois disso, Amamiya decidiu se tornar uma atriz de voz. Amamiya, junto com Momo Asakura e Shiina Natsukawa, passou por uma audição realizada pela Music Ray'n em 2011, com os três fazendo sua estréia como dubladora em 2012.
Seu primeiro papel principal foi Kaori Fujimiya na série de televisão anime de 2014 One Week Friends, onde ela também interpretou a música-tema final da série "Kanade" (奏（かなで）, lit."Symphony") Symphony "), capa de um single de 2004 de Sukima Switch . Nesse mesmo ano, ela desempenhou o papel de Akame em Akame ga Kill!, Asseylum Vers Allusia in Aldnoah. Zero, Touka Kirishima em Tokyo Ghoul, e Elizabeth Liones em The Seven Deadly Sins . Ela fez sua estréia na música oficial do Music Ray'n tocando a música tema de abertura de Akame ga Kill ' "Skyreach"; a música atingiu o número 13 nas paradas semanais da Oricon .  No final de 2014, Amamiya, Asakura e Natsukawa formaram a unidade de música TrySail, que lançou seu primeiro single "Youthful Dreamer", usado como música tema de abertura da série de televisão de anime Ultimate Otaku Teacher, em 13 de maio de 2015.
Em 2015, ela foi escalada como Isla em Plastic Memories, Miia em Monster Musume, e Mayuri no filme de anime Date A Live Movie: Mayuri Judgement . Amamiya, junto com Reina Ueda e Aya Suzaki, recebeu o prêmio de Melhor Nova Atriz no 9º Seiyu Awards em março de 2015. Ela lançou seu primeiro álbum solo, Various BLUE, em 7 de setembro de 2016; o álbum alcançou o número 7 nas paradas semanais da Oricon.   Nesse mesmo ano, ela interpretou o papel de Aqua no anime KonoSuba . Ela, juntamente com suas co-estrelas, Rie Takahashi e Ai Kayano apresentaram a música-tema final da série "Chīsana Bōken-sha" (ちいさな冒険者, lit."Little Adventurer") Little Adventurer ") .
In 2017, she played the role of Rui Kanoya in Re:Creators, and Haruka Narumi in Battle Girl High School. The following year, she was cast as Methode in Beatless, Hitomi Uzaki in Killing Bites, and Dancho Arthur in the mobile game Han-Gyaku-Sei Million Arthur; she would later reprise the role in the game's anime adaptation. She played the role of Akemi Sōryūin in the anime How Heavy Are the Dumbbells You Lift?, and reprised her role as Aqua in the anime film KonoSuba: God's Blessing on this Wonderful World! Crimson Legend in 2019.

## Filmografia
Lista dos papéis interpretados durante sua carreira.
Os papéis principais estão em negrita.

### Anime
2012
- Aikatsu! como Konatsu Hayase, Wakaba Kuze, Yuna Nakayama.

2013
- Gaist Crusher como Hisui Midori.
- Log Horizon como Liliana.
- Ginga Kikoutai Majestic Prince como Rona.
- Sekai de Ichiban Tsuyoku Naritai! como Aika Hayase.

2014
- Akame Ga Kill! como Akame.
- Nanatsu não Taizai como Elizabeth.
- The Idolmaster Movie: Kagayaki não Mukogawa e! como Shiho Kitazawa.
- Blade & Soul como Jin Hazuki.
- Mahōka Kōkō não Rettōsei como Honoka Mitsui.
- Isshuukan Friends como Kaori Fujimiya[24]
- Aldnoah.Zero como Asseylum Vers Allusia.
- Tóquio Ghoul como Tōka Kirishima.

2015
- Aldnoah.Zero 2 como Asseylum Vers Allusia.
- Classroom Crise como Íris Shirasaki.
- Denpa Kyōshi como Minako Kanou.
- Ninja Slayer From Animation como Yamoto Koki.
- Plastic Memories como Ilha.
- Punchline como Mikatan Narugino.
- Tóquio Ghoul √A como Tōka Kirishima.
- Monster Musume não Iru Nichijō como Mia.

2016
- Bungō Stray Dogs como Elise.
- Bungō Stray Dogs: Segunda Temporada como Elise.
- Haifuri como Moeka Chinesa.
- Qualidea Code como Aoi Yaegaki
- Shūmatsu não Izetta como Sophie.
- Kono Subarashii Sekai nem Shukufuku wo! como Aqua.

2017
- Ani nem Tsukeru Kusuri wa Nai! como Shi Mao.
- Demi-chan wa Kataritai como Kurutsu/Kurtz.
- Kono Subarashii Sekai nem Shukufuku wo!2 como Aqua
- Re:CREATORS como Rui Kanoya
- Battle Girl High School como Haruka Narumi

2018
- Killing Bites como Hitomi Uzaki.
- Tóquio Ghoul: re como Tōka Kirishima.
- Yonhyaku-nijuu Renpai Girl (Miyako Dokuutsugi)

2019
- Isekai Quartet como Aqua[25]

2020
- Magia Record: Puella Magi Madoka Magica Side Story como Yachiyo Nanami
- Kanojo, Okarishimasu como Chizuru Mizuhara[26]

### Videogames
2013
- Gaist Crusher como Hisui Midori.
- The Idolmaster Million Live! como Shiho Kitazawa.

2014
- FREEDOM WARS como Shizuka "Fake" Laurent.
- Mahouka Koukou não Rettousei: LOST ZERO como Mitsui Honoka.
- Mahouka Koukou não Rettousei: Out of Order como Mitsui Honoka.

2015
- Battle Girl High School como Narumi Haruka.
- Granblue Fantasy como Dorothy.
- Nanatsu não Taizai: Pocket não Naka não Kishi-dão como Elizabeth Lyonesse.
- Nanatsu não Taizai: Shinjitsu não Enzai como Elizabeth Lyonesse.
- Twilight Lore como Abbey.

2017
- Azur Lane como HMS Illustrious.
- Magia Record: Puella Magi Madoka Magica Side Story como Yachiyo Nanami.

2019
- Pessoa 5: The Royal como Kasumi Yoshizawa.

2020
- Konosuba: Fantastic Days como Aqua.

### Tokusatsu
2018
- Kamen Rider Build como Vernage (só a voz).

## Discografía

### Singelos
| #  | Título              | Data de lançamento     | Oricon ranking |
| -- | ------------------- | ---------------------- | -------------- |
| 1  | SKYREACH            | 13 de agosto de 2014   | 13             |
| 2  | Tsukiakari (月灯り) | 19 de novembro de 2014 | 25             |
| 3  | Velvet Rays         | 9 de setembro de 2015  | 20             |
| 4  | Irodori             | 26 de julho de 2017    | 8              |
| 5  | Eternal             | 13 de dezembro de 2017 | 15             |
| 6  | Chikai              | 9 de maio de 2018      | 10             |
| 7  | Defiance            | 16 de janeiro de 2019  | 9              |
| 8  | VIPER               | 7 de julho de 2019     | 11             |
| 9  | Regeneration        | 6 de novembro de 2019  | 13             |
| 10 | PARADOX             | 15 de janeiro de 2020  | NA             |

### Álbuns
| # | Título        | Data de lançamento    | Oricon ranking |
| - | ------------- | --------------------- | -------------- |
| 1 | Various BLUE  | 7 de setembro de 2016 | 7              |
| 2 | The Only BLUE | 11 de julho de 2018   | 6              |

### Outras canções
- Fã Fanfare (Sekai de Ichiban Tsuyoku Naritai! Ending) como Aika Hayase.
- Kanade (ao final de Isshūkan Friends) como Kaori Fujimiya.
- Harmonious (Aldnoah.Zero Quarto Ending) como Asseylum Vers Allusia.
- Envolver Rouge (THE IDOLM@STER LIVE THE@TER PERFORMANCE 04) como Shiho Kitazawa.
- Original. (opening de Demi-chan wa Kataritai) como parte do grupo TrySail.
- Saikousoku Fall in Love (Monster Musume não Iru Nichijō) Como Miia (junto com Papi (CV: Ari Ozawa), Centorea (CV: Natsuki Aikawa), Suu (CV: Mayuka Nomura), Mero (CV: Haruka Yamazaki) e Rachnera (CV: Sakura Nakamura))
- regeneration